# Miguel Soler Gracia
Miguel Soler Gracia (Valencia, 23 de marzo de 1954) es un profesor y político español militante del PSPV-PSOE que desde 2015 hasta el 2023 ejerció como Secretario Autonómico de Educación y FP de Educación y Formación Profesional de la Generalidad Valenciana. Él mismo se define como un forofo de la educación, convencido de que una buena educación mejora el presente y el futuro de las personas, y nos hace más libres. A esa convicción ha dedicado y dedica sus esfuerzos.

## Biografía
Se licenció en Ciencias Exactas por la Universidad de València hace más de 40 años. Empezó su carrera docente como profesor de ‘Mecánica Celeste’ en la facultad de Matemáticas en la que acabada de licenciarse. Ingresó por oposición en el cuerpo de profesores de enseñanza secundaria y ejerció en varios institutos de la Comunidad Valenciana. Es catedrático de Matemáticas de Educación Secundaria.
Perteneció al Grup Cero desde sus inicios cuando, en 1975, un equipo de profesores de matemáticas, de todas las etapas educativas, buscaban enganchar a los estudiantes a
las matemáticas, haciendo que las vivieran en contextos o situaciones significativas. Como jefe del Programa de Innovación y Reformas Experimentales de la Conselleria de
Educación fue responsable de la coordinación con el Ministerio de Educación de la LOGSE. Creó un equipo en la Comunidad Valenciana que fue referente nacional en
implantación de esa Ley educativa que tanto impacto ha tenido en España.
Fue, en los años 90, Jefe del Servicio de Formación del Profesorado de la Consejería de Educación, puesto desde el que focalizó sus esfuerzos en la implicación de los docentes de todas las etapas educativas para lograr el necesario cambio metodológico que la LOGSE promovió. Posteriormente en el Ministerio de Educación fue Subdirector General de Programas Experimentales e Innovación Educativa, desde donde visibilizó y promovió proyectos innovadores que centros de toda España estaban desarrollando, a través de encuentros, congresos y publicaciones.
En 1992 fue nombrado Director del Centro de Desarrollo Curricular (CDC) del Ministerio de Educación, cargo que desempeñó hasta 1996. En este periodo destaca la apuesta clara por la Inclusión educativa con la unificación de Innovación Educativa y el Centro Nacional de Recursos para la Educación Especial. Referente en toda España de un modelo de Innovación para un sistema educativo capaz de atender a todo el alumnado.

### Director general de Formación Profesional
Miguel Soler fue director de la Alta Inspección del Estado en la Comunidad Valenciana desde 2004 hasta 2008, año en que fue nombrado director general de Formación Profesional del Ministerio de Educación.
Durante los cuatro años en los que ejerció ese puesto la Formación Profesional dio un significativo avance, con un aumento de la dotación presupuestaria y el incremento cuantitativo y cualitativo de la oferta de ciclos. Asimismo, se creó el portal virtual TodoFP para el conjunto del estado. Bajo su dirección, el Consejo de Ministros aprobó el título de Técnico Superior Artista Fallero y Construcción de Escenografías en 2011.

### Secretario Autonómico de Educación y FP
En 2015 fue nombrado Secretario Autonómico de Educación y FP de la Conselleria de Educación, Cultura y Deporte de la Generalidad Valenciana, siendo consejero Vicent Marzà y presidente Ximo Puig.
En 2023 con la llegada el poder del PP, dejó el cargo.